# 仲村佳樹
仲村佳樹（1969年6月17日—）是日本漫畫家。女性。德島縣出身。B型。
代表作：《东京天使保镖》（東京クレイジーパラダイス）、《SKIP BEAT！華麗的挑戰》（スキップ・ビート!）

## 經歷
1992年，以獲得第17回白泉社雅典娜新人大賞之新人賞。

## 作品
- 美雪&一堂系列（日语：美雪&一堂シリーズ）、原名、花與夢
  - 相戀在夢中、全1冊
  - 聖戀
  - MVP戀人、全7冊
- 東京瘋狂天堂、又名《東京天使保鏢》、全19冊、原名、1996-2001年、花與夢
- 純情猛男、全2冊、台灣中文版由大然出版、2005年、東立重新出版為《藍色戰爭》全2冊。原作名《BLUE WARS》、1997-2000年、ステップ増刊·The花與夢
- 《SKIP BEAT！華麗的挑戰》、51冊待續、原名、2002-連載中、花與夢

## 外部連結
- （日語）